# Honschaft Refrath

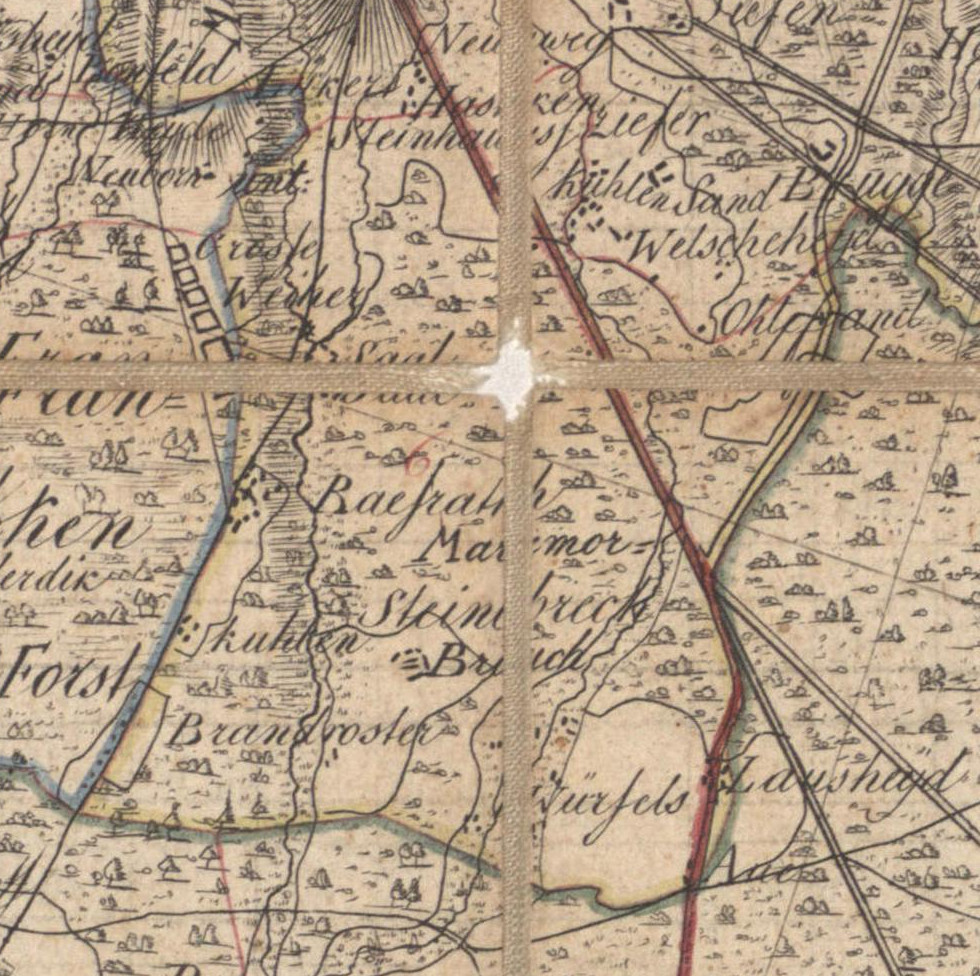
Honschaft Refrath: Auszug aus der Karte von 1789, Wiebeking

Die Honschaft Refrath war vom Mittelalter in das 19. Jahrhundert hinein eine Honschaft im Amt Porz im Herzogtum Berg. Im zwölften Jahrhundert zogen die Grafen von Berg die Pfarrkirchenrechte von Refrath nach Bensberg. So vermerkt Ploennis 1715 Refrath als Kirchdorf, zu dieser Zeit gehörte es jedoch zum Kirchspiel Bensberg. Folgerichtig nennt es Fabricius bezugnehmend auf die Charte des Herzogthums Berg 1789 von Carl Friedrich von Wiebeking Honschaft im Kirchspiel Bensberg. Das Kirchdorf Refrath war Titularort der Honschaft. Die Honschaft war dem Botenamt Herkenrath und dem Obergericht Bensberg zugeordnet. In der Wiebekingschen Karte von 1789 sind die Grenzen der Honschaft Refrath dargestellt; es entspricht in etwa der heutigen Gemarkung Refrath.
Zur Honschaft gehörten seinerzeit die Wohnplätze Aue, Beckerskamp (heute Beckershäuschen), Brandroster, Halbenmorgen, Junkersgut, Kaule, Kicke, Kippekausen, Kirchfeld, Lehmbroich, Lustheide, Refrath, Vürfels, Vürfelser Kaule,  Saal,  Sandbüchel, Stachelsgut, Steinbreche und Werheide. Der Gronauer Bach (heute Saaler Mühlenbach) bildete die Grenze zur Honschaft Gronau.
Im Jahr 1797 wurden für die Honschaft 340 Einwohner, 71 Feuerstätten, 260 bergische Morgen Ackerland, zehn berg. Morgen Wiesen, 312 berg. Morgen Wald, sowie 149 Ochsen und Kühe verzeichnet.
Unter der französischen Verwaltung zwischen 1806 und 1813 wurde das Amt Porz aufgelöst und Refrath wurde politisch der Mairie Bensberg im Kanton Bensberg im Arrondissement Mülheim am Rhein zugeordnet. 1816 wandelten die Preußen die Mairie zur Bürgermeisterei Bensberg im Kreis Mülheim am Rhein. Ab 1845 ist Refrath wieder eigenständige Pfarre.